# La Fayette (inslagkrater)
La Fayette is een inslagkrater op de planeet Venus. La Fayette werd in 1985 genoemd naar de Franse romanschrijfster Madame de La Fayette (1634-1693).
De krater heeft een diameter van 39,6 kilometer en bevindt zich in het quadrangle Meskhent Tessera (V-3).